# Distretto di Hassi Messaoud
Il distretto di Hassi Messaoud è un distretto della Provincia di Ouargla, in Algeria.

## Comuni
Il distretto di Hassi Messaoud comprende 1 comune:
- Hassi Messaoud